# تایشی موراتا
تایشی موراتا (انگلیسی: Taishi Murata; ۱۳ مهٔ ۱۹۸۲ – ) صداپیشگی در ژاپن، و بازیگر اهل ژاپن بود. وی از سال ۲۰۰۹ میلادی تاکنون مشغول فعالیت بوده‌است.